# 新潟県道266号一村尾大崎線

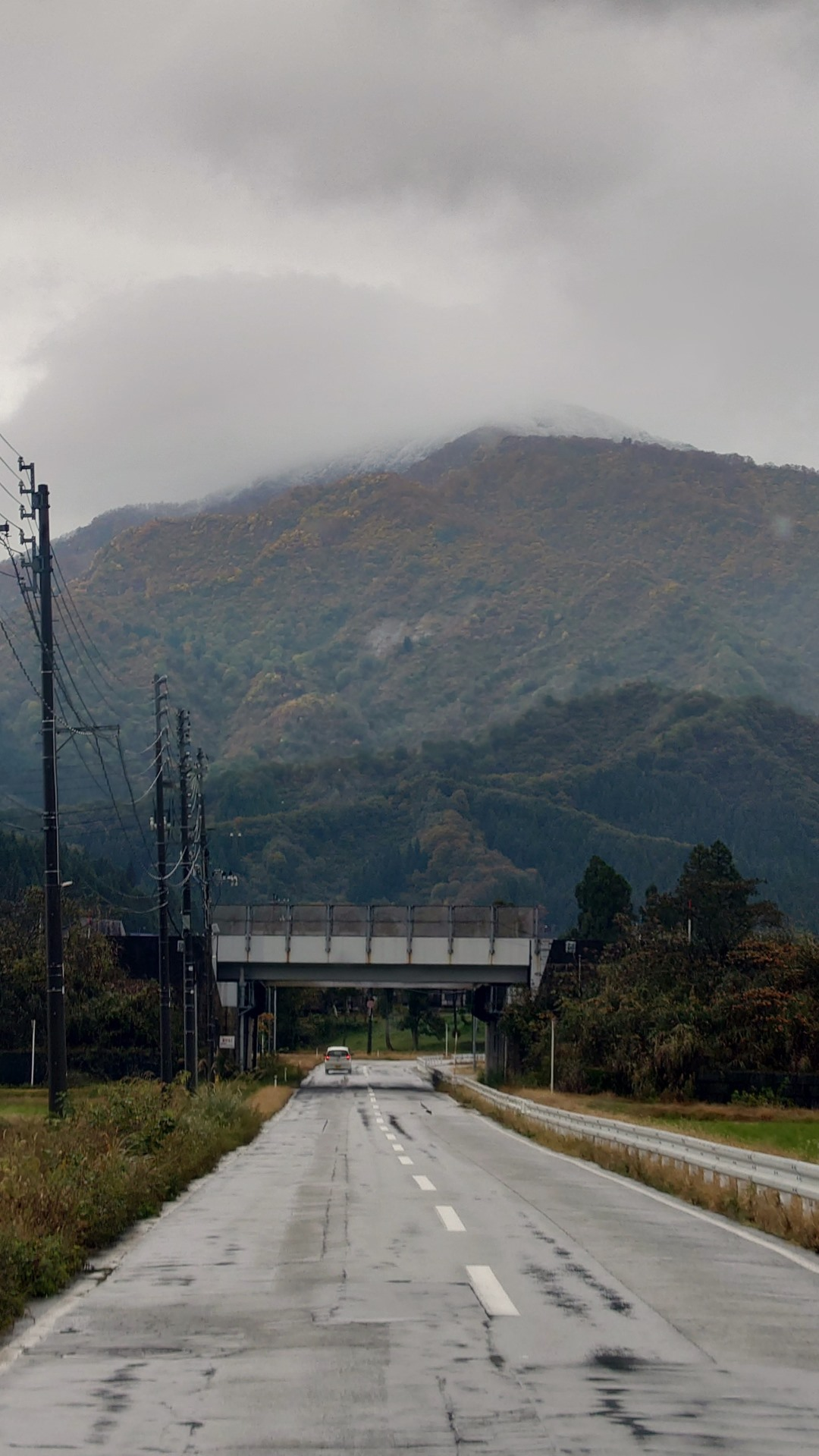
今町新田付近

新潟県道266号一村尾大崎線（にいがたけんどう266ごう ひとむらおおおさきせん）は、新潟県南魚沼市内を通る一般県道である。

## 概要

### 路線データ
- 起点：新潟県南魚沼市一村尾字家酒町1651 番1[2]（新潟県道58号小千谷大和線・新潟県道364号一村尾六日町線交点）
- 終点：新潟県南魚沼市大崎字次ノ上（新潟県道28号塩沢大和線交点）

## 地理

### 通過する自治体
- 新潟県
南魚沼市

### 交差する道路
- 新潟県道58号小千谷大和線（起点：南魚沼市一村尾字家酒町）
- 新潟県道364号一村尾六日町線（南魚沼市一村尾字家酒町（起点） - 南魚沼市一村尾（「薮神郵便局」前・「国道17号」交点）で重複）
- 国道17号（三国街道）（南魚沼市一村尾、「薮神郵便局」前）
- 新潟県道28号塩沢大和線（終点：柳古新田交差点）

### 沿線
- 南魚沼市立薮神小学校
- 南魚沼市立大崎小学校
- JAみなみ魚沼 藪神支店
- 薮神郵便局
- 大崎郵便局
- 中越住電装 浦佐工場（住友電装グループ）
- ダイトゴム 新潟工場
- 魚野川